# Abarema idiopoda
Abarema idiopoda är en ärtväxtart som först beskrevs av Sidney Fay Blake, och fick sitt nu gällande namn av Rupert Charles Barneby och James Walter Grimes. Abarema idiopoda ingår i släktet Abarema och familjen ärtväxter. Inga underarter finns listade i Catalogue of Life.